# Franciszek Daćko
Franciszek Daćko (ur. 2 listopada 1901 w Zagrodach, zm. 15 czerwca 1920 pod Stefanpolem) – żołnierz Wojska Polskiego w II Rzeczypospolitej, kawaler Orderu Virtuti Militari.

## Życiorys
Urodził się w Zagrodach w rodzinie Adama oraz Zofii z Bigorów. Absolwent szkoły ludowej. W styczniu 1919 ochotniczo wstąpił do odrodzonego Wojska Polskiego i otrzymał przydział do 4 kompanii 23 pułku piechoty. W jego szeregach walczył na frontach wojny polsko-bolszewickiej. Podczas walk odwrotowych na Wileńszczyźnie: w sytuacji, gdy polskie oddziały opuszczały swoje pozycje pod Stefanpolem, z własnej inicjatywy skupił wokół siebie żołnierzy, tworząc linię obronną, co pozwoliło ewakuować tabory, następnie kontratakując zdobył umocnioną linię bolszewicką. Zginął podczas próby zajęcia okopów nieprzyjaciela, pochowany na polu bitwy. Za czyny bojowe odznaczony pośmiertnie Krzyżem Srebrnym Orderu „Virtuti Militari”.

## Ordery i odznaczenia
- Krzyż Srebrny Orderu Wojskowego Virtuti Militari nr 6964[3]